# 戸谷松司
戸谷 松司（とたに まつじ、1921年 <大正10年> 6月30日 - 1999年 <平成11年> 6月26日）は、日本の政治家。姫路市長を務めた。位階は従四位。勲三等旭日中綬章。

## 経歴
印南郡米田町（現・加古川市）に6人きょうだいの3男として生まれる。実家は宝殿駅前の料亭「荒熊」で、父は大阪相撲の元関脇だった。姫路中学校（旧制）、姫路高等学校（旧制）を経て1944年（昭和19年）京都帝国大学工学部土木工学科卒業。建設省に入り、九州電力嘱託、島根県土木砂防電気課長補佐、徳島県土木部河川課長、広島県土木建築部河川課長を歴任。島根時代には竹下登の知遇を得た。
1966年（昭和41年）、兵庫県庁に入り土木部河川部長、企画部長、土木部長を経て1976年（昭和51年）から1983年（昭和58年）まで兵庫県副知事を務めた。兵庫県庁時代、知事の金井元彦と副知事の坂井時忠とが対立した際には坂井派として動き、のちに坂井が知事となると副知事に登用された。坂井の後任の知事に戸谷を、との動きがあった際には「私は貝原クンが適任だと思っている」とかわした。
1983年（昭和58年）4月の姫路市長選挙に立候補し、三つ巴の選挙戦を制し当選。以後3選し1995年（平成7年）まで姫路市長を務めた。姫路市長在任中は姫路獨協大学を誘致したほか、日本城郭研究センターや姫路文学館の創設など、文化面の施設・制度などの充実に注力し、1989年には姫路百祭シロトピアを実施した。市長退任後の振り返りで最も思い出深い仕事として姫路獨協大学誘致と姫路城の世界遺産登録を挙げている。
1995年、勲三等旭日中綬章受章。姫路市立美術館館長。1997年、第21回井植文化賞（地域活動部門）受賞。1996年（平成8年）4月1日、姫路市名誉市民の称号を贈られた。
若い頃は「ケンカ松」と呼ばれるほど喧嘩早く、また姫路市長としてはブレーンの小室豊允が「トップダウンそのもの」と評する手法であった。一方で「役人には珍しく粋な遊びをする人」で芸者衆から「トーさん」と親しまれた。
1999年（平成11年）6月26日、神戸市の自宅で心不全のために死去。77歳。死没日付をもって従四位に叙された。
いとこに俳優の藤田まことがいる。

## 著編図書
- 「ロシア」から「ソ連」へ　戸谷松司編著  兵庫県ハバロフスク地方経済・文化使節団  1978年
- 未来の国ブラジル　戸谷松司, 神戸新聞社編集局 編集 神戸新聞出版センター 1979年2月
- 人と文化と都市　戸谷松司著  (兵庫新書, 6) 神戸新報社 1982年
- 二十一世紀への力強き前進（戸谷松司講演シリーズ）　新しい姫路を創る会　1986年11月

- 文化：その都市を育むもの　戸谷松司 著 (随筆・講演集 ; 3)　新しい姫路をつくる会　1988年
- 歴史文化都市への飛翔: 講演・対話集　戸谷松司 [述]編  竜田市太郎 1993年10月